# Pelagio Antonio de Labastida y Dávalos
Pelagio Antonio de Labastida y Dávalos (Zamora, Michoacán, Virreinato de Nueva España, Imperio Español; 21 de marzo de 1816-Yautepec, Estado de Morelos, México; 4 de febrero de 1891) fue un  sacerdote, abogado y doctor en cánones.

## Primeros años
Estudió en el Seminario Conciliar de Morelia, del que más tarde fue profesor y rector. Se ordenó en 1839. Fue prebendado, canónigo y gobernador de la mitra de Morelia y en julio de 1855 se le designó obispo de Puebla. En diciembre siguiente estalló la insurrección de Antonio de Haro y Tamariz, al grito de Religión y Fueros. Derrotada ésta, el gobierno comprobó que los medios financieros fueron sumininstardos por la Mitra poblana y ordenó que los bienes del Obispado de Puebla en esa entidad, en Tlaxcala y en Veracruz, fueran confiscados y vendidos. Labastida se opuso a ello, en consecuencia fue desterrado en 1856.
El diario El Heraldo publicó que Labastida dijo durante un sermón: "..con bastante dolor veo que el pueblo cristiano mira con desprecio que se atente contra los bienes eclesiásticos..". El gobierno ordenó su destierro, el general Mariano Morett lo escoltó a Veracruz. El 20 de mayo zarpó con dirección a Roma, haciendo escala en La Habana durante quince días.  Desde ahí emitió un comunicado al ministro de Justicia, en el cual expresó su queja por la forma tan repentina de actuar del gobierno mexicano y negó haber pronunciado las palabras que se le atribuyeron.

## Segundo Imperio Mexicano
Junto con el padre Miranda apoyó la presidencia de Félix María Zuloaga, quienes se declararon enemigos de la Constitución de 1857. En 1862 visitó a Maximiliano de Habsburgo en Trieste. A principios de 1863 viajó a Italia para entrevistarse con el papa Pío IX, quien en marzo lo nombró arzobispo de México. Ocupado el país por los franceses, el 21 de junio de 1863, con Juan Nepomuceno Almonte y José Mariano Salas, fue designado como miembro del triunvirato que ejerció la regencia del Segundo Imperio Mexicano, también llamada Junta de Gobierno de Derecho.  Tras la muerte del arzobispo Lázaro de la Garza y Ballesteros acaecida en Barcelona, el papa nombró a Labastida su sucesor el 23 de marzo de 1863, dándose a conocer la noticia en el cabildo metropolitano de México. Labastida viajó a París en julio para entrevistarse con el ministro de Negocios Extranjeros del Imperio francés, con la idea de proponerle a Napoleón III un plan para la salvaguarda de los bienes eclesiásticos en México. Se solicitó a los franceses no inmiscuirse en los arreglos de los bienes del clero, para llegar a un acuerdo con los tenedores de los bienes vendidos y confiscados, exceptuando los que habían sido adquiridos de forma ilegal. El recién nombrado arzobispo llegó a México en la segunda mitad de 1863 y ocupó su lugar en la regencia, pero fue destituido el 17 de noviembre de ese mismo año, por sus desacuerdos con los franceses respecto a los derechos de la Iglesia y en conflicto directo con Aquiles Bazaine, comandante de las tropas francesas, por la intención de éste, de instaurar el programa napoleónico sobre los bienes eclesiásticos. Su relación con Maximiliano I también decayó al proclamar ese monarca la libertad de cultos, en febrero de 1865.

## Porfiriato
Al triunfo de Benito Juárez y con la República restaurada, Labastida y Dávalos se instaló definitivamente en Roma, pero sin renunciar a su condición de líder de la Iglesia mexicana. Como tal, asistió al Concilio Vaticano I de 1869-1870, donde fue miembro de la Comisión de Disciplina Eclesiástica. En 1871 el presidente Juárez le permitió volver al país.
Como resultado de la Revolución de Tuxtepec, el general Porfirio Díaz asumió la presidencia. Labastida pudo ejercer cierta influencia sobre el general, las relaciones Iglesia-Estado fueron más cordiales pues promovió la participación de los católicos en la vida pública sin crear problemas de conciencia por la disposición que se había lanzado contra aquellos que juraran la Constitución de 1857, modernizó la administración eclesiástica de forma gradual, sin afectar intereses o violencia entre sus capitulares e impulsó algunas asociaciones piadosas para beneficio de la espiritualidad de los fieles.

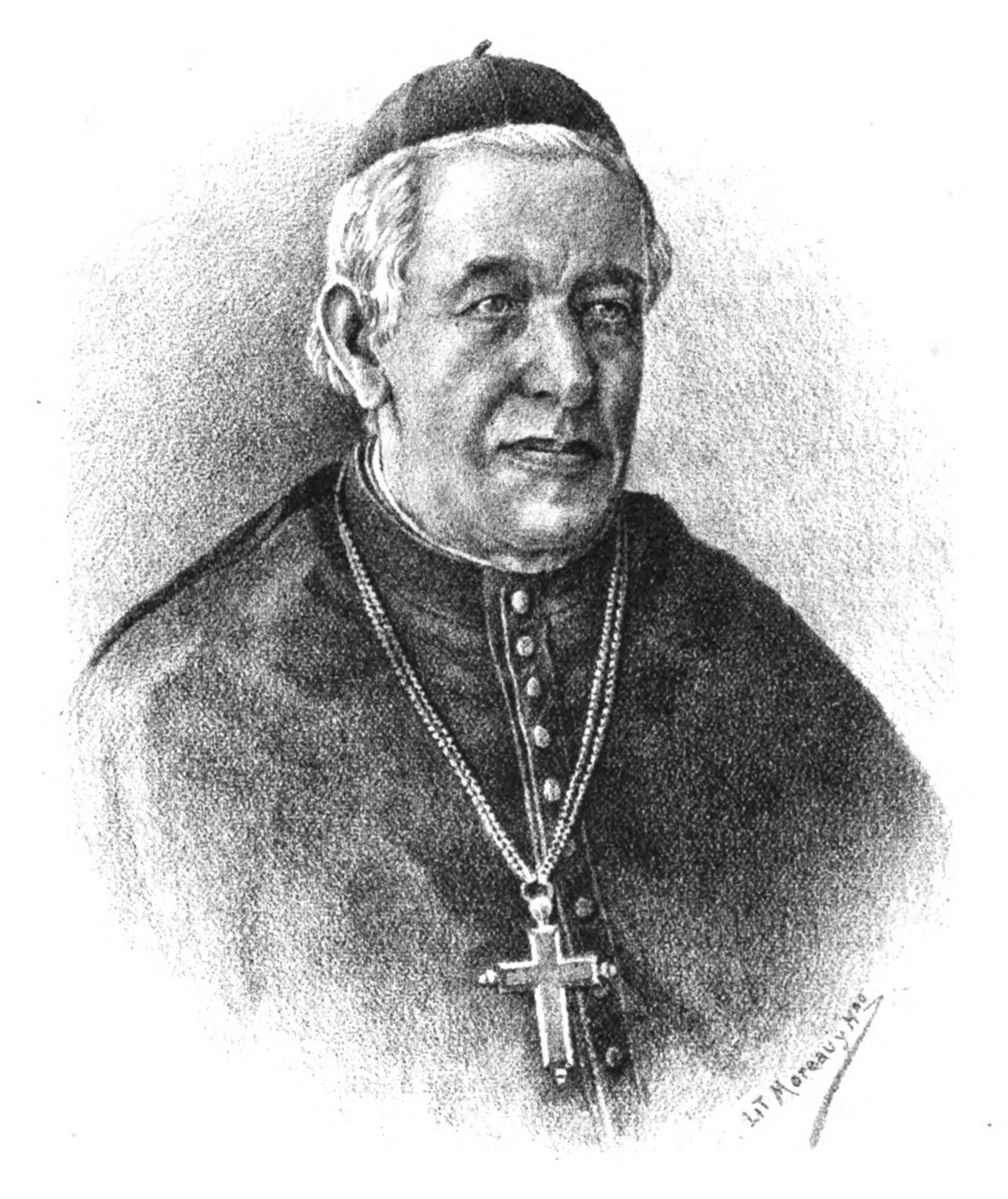
Grabado según aparece en el Almanaque de "El Tiempo" - Diario Católico de México - 1887

Estas acciones permitieron a Labastida contar con amigos en puestos públicos, y de esta forma contrarrestar la posición anticlerical del gobierno mexicano.
Tras el fallecimiento del papa Pío IX que era su amigo cercano en 1878, pudo actuar con mayor libertad y autonomía en el terreno político libre de las ataduras de la cercanía al papado y a la Santa Sede pues el siguiente papa León XIII no fue tan cercano como el anterior.
Murió el 4 de febrero de 1891 en su hacienda de Oacalco en el municipio de Yautepec. Su cuerpo reposa en la cripta de los arzobispos de la Catedral Metropolitana de la Ciudad de México.